# 하라야촌 (사이타마현)
하라야촌(原谷村)은 사이타마현의 서부, 지치부군에 속했던 촌이다. 

## 지리
- 현재의 지치부시에 해당한다.

## 역사
- 1889년 4월 1일 - 정촌제 시행에 의해 지치부군 하라야촌이 성립하였다.
- 1954년 5월 3일 - 오다마키촌과 함께 지치부시에 편입해 소멸하였다.

## 관련문헌
- 「黒谷村」『新編武蔵風土記稿』 巻ノ251秩父郡ノ7、内務省地理局、1884年6月。NDLJP:764013/80。
- 「大野原村」『新編武蔵風土記稿』 巻ノ251秩父郡ノ7、内務省地理局、1884年6月。NDLJP:764013/82。